# 모즈 (영화)
《모즈》(劇場版 MOZU)는 2015년에 개봉한 일본의 영화이다.

## 캐스팅
- 니시지마 히데토시
- 기타노 타케시
- 카가와 테루유키
- 마키 요코
- 이케마츠 소스케
- 이토 아쓰시
- 스기사키 하나
- 아베 츠요시
- 마츠자카 토리
- 하세가와 히로키
- 코히나타 후미요